# David Bates (physicien)
Pour les articles homonymes, voir David Bates (homonymie) et Bates.
David Robert Bates (18 novembre 1916 - 5 janvier 1994) est un mathématicien et physicien nord-irlandais.

## Biographie
Né à Omagh, le comté de Tyrone, en Irlande, il s'installe à Belfast avec sa famille en 1925, fréquentant la Royal Belfast Academical Institution. Il s'inscrit à l'Université Queen's de Belfast en 1934. En 1939, il devient étudiant-chercheur auprès de Harrie Massey.
Pendant la Seconde Guerre mondiale, il travaille à l'Amirauté Mining Establishment où il développe des méthodes de protection des navires contre les mines activées magnétiquement.
Travaillant à l'University College de Londres de 1945 à 1951, il retourne ensuite une fois de plus à l'Université Queen's de Belfast où il fonde le Département de mathématiques appliquées et de physique théorique. Bien qu'il ait officiellement pris sa retraite en 1982, il continue à travailler dans le département en tant que professeur émérite jusqu'à sa mort.
Ses contributions à la science comprennent des travaux fondateurs sur la physique atmosphérique, la physique moléculaire et la chimie des nuages interstellaires. Il est fait chevalier en 1978 pour ses services à la science, est membre de la Royal Society  et vice-président de la Académie royale d'Irlande. En 1970, il remporte la médaille Hughes. Il est élu membre honoraire étranger de l'Académie américaine des arts et des sciences en 1974.
Bates est toujours un défenseur de la paix et une Irlande du Nord non sectaire. Il est membre fondateur du Parti de l'Alliance d'Irlande du Nord. Il est marié à Barbara Morris en 1956 et ils ont deux enfants.
Le bâtiment de mathématiques de l'Université Queens de Belfast porte son nom. Deux prix scientifiques sont créés en son honneur; la médaille David Bates de la Société géophysique européenne est décernée chaque année pour ses contributions exceptionnelles à la science du système planétaire et solaire et l'Institut de physique a le prix David Bates, décerné les années paires, pour ses réalisations remarquables dans les domaines atomique, moléculaire, optique et physique des plasmas.